# 扎柳特季亞 (舊維日夫卡區)
51°30′4″N 24°22′24″E / 51.50111°N 24.37333°E
扎柳特季亞（烏克蘭語：Залюття），是烏克蘭的村落，位於該國西部沃倫州，由科韋利區負責管轄，始建於1565年，面積2.01平方公里，海拔高度169米，2001年人口481，人口密度每平方公里239.07人。